# Maucheryt
Maucheryt – minerał z grupy siarczków. Znany jest od 1913 r. Minerał należy do grupy minerałów rzadkich i znany jest wyłącznie w formie wystąpień widocznych pod mikroskopem.
Nazwa pochodzi od nazwiska Williama Mauchera (1879-1930), niemieckiego mineraloga.

## Charakterystyka

### Właściwości
Maucheryt jest minerałem kruchym, występuje w paragenezie z: kalcytem, kobaltynem i chloantytem.
Zazwyczaj tworzy kryształy bardzo drobne i rzadkie o pokroju tabliczkowym, piramidalnym. Współwystępuje z nikielinem. Występuje w skupieniach zbitych, promienistych, ziarnistych. Bardzo często pokryty jest czerwonymi nalotami z różowawym odcieniem. W świetle odbitym jest różowo-szary. Rozpuszcza się w stężonym kwasie azotowym.

### Występowanie
Spotyka się go w hydrotermalnych żyłach kruszców kobaltowo-niklowo-arsenowych obok nikielinu, chloantytu i kalcytu.
Miejsca występowania:
- Na świecie: Niemcy – Saksonia, Turyngia, ładne okazy znajduje się w górach Harzu (występuje w skałach osadowych, w łupkach miedzionośnych), Austria – Styria, Hiszpania – Malaga, Kanada – Sudbury (złoże związane jest z krystalizacją magmy), Iranie – Anarak, Maroko – Bou Azer.

- W Polsce: znany z cechsztyńskich łupków miedzionośnych okolic Polkowic i Lubina (Zagłębie Legnicko-Głogowskie).